# Klymene (Amazone)
Klymene (altgriechisch Κλυμένη Klyménē) ist eine Amazone der griechischen Mythologie.
Ihr Name ist literarisch in der Amazonenliste des Hyginus Mythographus überliefert. Neben ihr werden die Amazonen Okyale, Dioxippe, Iphinome, Xanthe, Hippothoe, Otrere, Antioche, Laomache, Agaue, Theseis, Hippolyte, Glauke, Polydora und Penthesilea aufgelistet.
Klymene begegnet auch auf einem in Cumae gefundenen rotfigurigen Gefäß, auf dem Theseus sowie andere attischen Helden im Kampf gegen Amazonen dargestellt sind.